# Гамла-Стан (станція метро)
59°19′24″ пн. ш. 18°04′01″ сх. д. / 59.32332° пн. ш. 18.06698° сх. д.
«Гамла-Стан» (швед. Gamla stan) — станція Зеленої лінії (маршрути Т17, Т18, Т19) та Червоної лінії (маршрути Т13, Т14) Стокгольмського метрополітену.
Пасажирообіг станції в будень —	26 300 осіб (2019)

Розташування: Гамла-Стан.
Знаходиться на рівні землі, хоча частково під мостом Сентральбрун, який несе автомобільну та магістральну залізницю через водні шляхи, що визначають центр міста.

## Конструкція
Станція є кросплатформовою, має дві острівні платформи між чотирма паралельними наскрізними коліями, із західною платформою для поїздів на північ і східною для поїздів на південь. Потяги червоної лінії використовують внутрішню пару колій, а зелені — зовнішні. 
Вхід на платформи здійснюється з квиткової зали, розташованої під коліями та платформами. 

## Історія
Станція була відкрита 24 листопада 1957 року як черга Зеленої лінії між Слюссеном і Гетор'єтом, що сполучила раніше роз'єднані південну і західну дистанції цієї лінії. 
5 квітня 1964 року було відкрито першу чергу Червоної лінії між Т-Сентраленом і Фруенгеном . 

## Операції
| Попередня станція               | Лінія | Лінія     | Лінія | Наступна станція         |
| ------------------------------- | ----- | --------- | ----- | ------------------------ |
| Т-Сентрален до Окесгов          |       | Лінія T17 |       | Слюссен до Скарпнек      |
| Т-Сентрален до Альвік           |       | Лінія T18 |       | Слюссен до Фарста-странд |
| Т-Сентрален до Гессельбю-странд |       | Лінія T19 |       | Слюссен до Гагсетра      |
| Т-Сентрален до Ропстен          |       | Лінія T13 |       | Слюссен до Норсборг      |
| Т-Сентрален до Мербю-сентрум    |       | Лінія T14 |       | Слюссен до Фруенген      |